# Чарівна флейта (фільм)
«Чарівна флейта» (швед. Trollflöjten) — шведська екранізація однойменної опери Моцарта режисера Інгмара Бергмана. Вперше транслювалася на шведському телебаченні 1 січня 1975 року, але згодом показувалася у кінотеатрах. Стрічка вважається однією з найуспішніших кінокартин на основі опери.

## У ролях
- Йозеф Кестлінгер — Таміно
- Бритт-Марі Арун; Кірстен Ваупель; Біргітта Сміддінг — три дами
- Хокан Хагегорд — Папагено
- Біргіт Нордін — Королева ночі
- Ірма Урріла — Паміна
- Рагнар Ульфунг — Моностатос
- Ульрік Колд — Зарастро
- Елізабет Еріксон — Папагена
- Ерік Садин — оповідач
- Йоста Прюселіус — перший жрець
- Ульф Юхансон — другий жрець
- Ганс Юханссон і Еркер Арвідсон — двоє озброєних вартових
- Ейнар Ларссон, Зігфрід Свенссон, Сікстен Фарк, Свен-Ерік Якобссон, Фольке Юнссон, Йоста Беккелін, Арне Хендріксен, Ганс Кюле, Карл Генрік Кварфордт — дев'ять жреців
- Урбан Мальмберг, Ансгар Крук, Ерланд фон Хайне — три хлопчика

## Сценарій
У 1968 році шведський поет Альф Генріксон зробив шведськомовну версію лібрето для Королівської опери, яку Бергман взяв за основу свого сценарію, змінивши ряд аспектів: Сарастро — батько Паміна, тріо в другому акті видалене, «Ein Mädchen oder Weibchen» виконується Папагено якраз перед тим, як він побачить Папагену. Також замість звичайного костюма з пір'я Папагено носить звичайний одяг, а ролі трьох рабів виконують діти.

## Виробництво
Під час виробництва опери Бергман прагнув здійснити свою давню мрію про фільмування у Дроттнінгхольмському придворному театрі. Вступні кадри фільму наводять на думку, що його дійсно було знято в Дроттнінгхольмському театрі. Проте стан сцени у Дроттнінгхольмі не дозволяв розмістити там знімальну групу. Тож сцена була ретельно відтворена на студії Шведського інституту кінематографії.
Бергман запросив свого друга Ганса Шмідта-Іссерштедта диригувати оперою, але він відмовився. Згодом Бергман переконав долучитися відомого диригента Еріка Еріксона.
Дизайном костюмів займалися Хенні Норемарк і Карін Ерскін, які за цю роботу отримали номінацію на премію «Оскар».
6 квітня 1974 року в стокгольмському театрі Циркус розпочалася перша сесія звукозапису. Крім виконавців, які з'явилися у фільмі, у записах брали участь Симфонічний оркестр Шведського радіо та власний хор Еріксона, Хор Шведського радіо. Останній запис почався 16 квітня 1974 року на першій студії будівлі Filmhuset у Стокгольмі й був завершений у липні. Перший тестовий показ фільму відбувся у будинку Бергмана на Форьо у серпні того ж року.

## Критика
Стрічка мала великий успіх. Рейтинги телевізійної прем'єри досягли третини населення Швеції, а театральний реліз викликав схвальні відгуки кінокритиків. Полін Кейл, оглядачка «Нью-йоркера», написала: «Кіноверсія «Чарівної флейти» від Інгмара Бергмана — блаженний дарунок, зразок того, як можна зняти оперу. Бергман, мабуть, досяг нової, безтурботної впевненості, що взявся за цю чуттєву, пишну оперу, яка бентежила стількох театральних режисерів, і так дбайливо впорався з нею».
Картина була показана на 28-му Каннському кінофестивалі, проте в основний конкурс не потрапила.
Річард Евідон похвалив реалізацію Бергманом Моцартового бачення: «Тільки Інгмар Бергман міг зробити таку «Чарівну флейту»; але частина його успіху полягає в тому, щоб дозволити при перегляді забути про режисерську руку і наблизитись до грандіозної роботи Моцарта».

## Нагороди
| Премія         | Дата вручення   | Категорія                       | Номінант                     | Результат | Пр.    |
| -------------- | --------------- | ------------------------------- | ---------------------------- | --------- | ------ |
| Оскар          | 29 березня 1976 | Найкращий дизайн костюмів       | Карін Ерскін, Хенні Норемарк | Номінація | [ 15 ] |
| Золотий глобус | 24 січня 1976   | Найкращий фільм іноземною мовою | «Чарівна флейта»             | Номінація | [ 16 ] |
| Сезар          | 3 квітня 1976   | Найкращий фільм іноземною мовою | «Чарівна флейта»             | Номінація | [ 17 ] |